# Лактаза
Лактаза (LCT) — это фермент из семейства β-галактозидаз, лактаза гидролизует гликозидные связи и принимает участие в гидролизе дисахарида лактозы. В результате гидролиза одной молекулы лактозы образуется молекула галактозы и глюкозы. У человека лактаза в основном экспрессируется в энтероцитах кишечника и располагается на плазматических мембранах дифференцированных энтероцитов тонкой кишки.
Лактаза необходима для гидролиза дисахарида лактозы, содержащегося в молоке. Недостаточность лактазы приводит к непереносимости лактозы. Персистентность лактазы или восприимчивость лактозы это продолжающаяся активность фермента лактазы во взрослом возрасте. У западносахельских скотоводов аллель -13910*T является самым старым среди этих вариантов персистенции лактазы, который возник где-то между Центральной Европой и Северными Балканами примерно 7,5 тыс. лет назад.
Оптимальная температура для работы лактазы — +37 °C, и оптимальное значение pH 6.

## Применение в промышленности

Реакция, осуществляемая при участии лактазы

Лактазу получают экстракцией из дрожжей Kluyveromyces fragilis и Kluyveromyces lactis, а также из грибов Aspergillus niger и Aspergillus oryzae. Лактазу используют для расщепления сахара лактозы, содержащегося в молоке для получения молока, которое могут употреблять люди с непереносимостью лактозы. Однако, U.S. Food and Drug Administration (FDA) не дала официального заключения относительно безопасности применения лактазы, полученной из грибов рода Aspergillus. Лактазу также используют при производстве мороженого, так как глюкоза и галактоза слаще, чем лактоза, продукт, получающийся при гидролизе лактозы, обладает более сладким вкусом. Лактазу также применяют при переработке молочной продукции.
Лактазу используют для выделения светло-синих колоний, содержащих плазмиду MCS или другие плазмиды в культурах Escherichia coli и других бактерий.